# Stichting Sportvereniging Roda Juliana Combinatie 2018-2019
Questa voce raccoglie le informazioni riguardanti lo Stichting Sportvereniging Roda Juliana Combinatie nelle competizioni ufficiali della stagione 2018-2019.

## Rosa
Rosa aggiornata al 4 settembre 2018
| N. |                                 | Ruolo | Calciatore              |
| -- | ------------------------------- | ----- | ----------------------- |
| 1  | Belgio (bandiera)               | P     | Tom Muyters             |
| 2  | Paesi Bassi (bandiera)          | D     | Henk Dijkhuizen         |
| 3  | Paesi Bassi (bandiera)          | D     | Daryl Werker (capitano) |
| 4  | Finlandia (bandiera)            | D     | Richard Jensen          |
| 5  | Belgio (bandiera)               | D     | Jannes Vansteenkiste    |
| 6  | Paesi Bassi (bandiera)          | C     | Mohamed El Makrini      |
| 7  | Finlandia (bandiera)            | A     | Tim Väyrynen            |
| 10 | Germania (bandiera)             | C     | Ba-Muaka Simakala       |
| 11 | Paesi Bassi (bandiera)          | C     | Gyliano van Velzen      |
| 13 | Paesi Bassi (bandiera)          | D     | Pepijn Schlösser        |
| 14 | Germania (bandiera)             | C     | Mario Engels            |
| 15 | Bosnia ed Erzegovina (bandiera) | C     | Ognjen Gnjatić          |
| 16 | Germania (bandiera)             | P     | Radomir Novakovic       |

| N. |                        | Ruolo | Calciatore         |
| -- | ---------------------- | ----- | ------------------ |
| 17 | Belgio (bandiera)      | C     | Thomas Paumen      |
| 18 | Belgio (bandiera)      | A     | Mart Remans        |
| 19 | Paesi Bassi (bandiera) | C     | Mitchell Paulissen |
| 20 | Paesi Bassi (bandiera) | D     | Roshon van Eijma   |
| 21 | Belgio (bandiera)      | C     | Célestin Djim      |
| 22 | Belgio (bandiera)      | D     | Niels Verburgh     |
| 23 | Belgio (bandiera)      | C     | Daniele Zotti      |
| 24 | Paesi Bassi (bandiera) | C     | Nicky Souren       |
| 25 | Belgio (bandiera)      | C     | Livio Milts        |
| 27 | Paesi Bassi (bandiera) | D     | Mitchel Keulen     |
| 28 | Paesi Bassi (bandiera) | C     | Dico Jap Tjong     |
| 30 | Paesi Bassi (bandiera) | P     | Raf Mertens        |